# براين (مسرح)
مسرح براين (بالتركية: Prien)‏، هو مسرح يقع في مدينة بيرينى في تركيا، ويرجع تاريخه إلى 300 ق.م، ويُعد أحد أقدم المسارح المعروفة التي كان لها مبنى (Stage Skene) وهذه كانت نقطة البداية لتطور الـ Stage، وكانت خشبة المسرح Stage غالبًا مرتفعة على أعمدة دورية ارتفاعها 207 متر. فقد ظهر التطور الكامل للمسرح الهللينستي في مسرح بريينيPriene والذي اتخذت فيه الأوركسترا شكل حدوة الحصان.

## أعلام
- بياس من برييني